# نورم ماكدونالد
نورم مَكدونَلد (بالإنجليزية: Norm Macdonald)‏ (14 اكتوبر 1959 - 14 سبتمبر 2021) هو ممثل هزلي، وكاتب سيناريو، وممثل أفلام، وكوميدي ارتجالي، ومنتج تلفزيوني، ومقدم تلفزيوني كندي، ولد في مدينة كيبك.
وُلد مكدونلد ونشأ في مدينة كيبك. له أخ أكبر اسمه نيل يعمل صحفيا في أخبار CBC، وله أخ أصغر اسمه لسلي. كلا أبويه معلمان.

## التعليم
تعلم في جامعة كارلتون.

## وصلات خارجية
- نورم ماكدونالد على موقع IMDb (الإنجليزية)
- نورم ماكدونالد على موقع ألو سيني (الفرنسية)
- نورم ماكدونالد على موقع ميوزك برينز (الإنجليزية)
- نورم ماكدونالد على موقع أول موفي (الإنجليزية)
- نورم ماكدونالد على موقع قاعدة بيانات الأفلام السويدية (السويدية)
- نورم ماكدونالد على موقع إن إن دي بي (الإنجليزية)
- نورم ماكدونالد على موقع ديسكوغز (الإنجليزية)
- نورم ماكدونالد على موقع قاعدة بيانات الفيلم (الإنجليزية)
- نورم ماكدونالد على موقع كينوبويسك (الروسية)